# Dong Ha
Đông Hà er hovedstaden i provinsen Quang Tri, Vietnam. Befolkningstallet er på ca. 98.000 indbyggere.